# 에우헬로푸스
에우헬로푸스(Euhelopus)는 중생대 백악기 전기 오늘날 아시아 대륙에 서식한 4족보행의 대형 초식공룡이다. 용반류-에우헬로푸스과에 속한다. 화석은 중국 산둥성에서 발견되었다. 머리부분은 짧고 작으며, 수저 형태의 이빨을 갖고 있다. 목이 길고 몸통이 넓다. 어깨부터 허리에 걸쳐 비탈진 형태를 띠고 있고, 꼬리가 길지만 목보다는 짧다. 전체 몸 길이는 약 10m~15m, 체중은 20t~24t가량 되었을 것으로 추정된다.